# Occitanica
 (mai 2023).
Si vous disposez d'ouvrages ou d'articles de référence ou si vous connaissez des sites web de qualité traitant du thème abordé ici, merci de compléter l'article en donnant les références utiles à sa vérifiabilité et en les liant à la section « Notes et références ».
 (mai 2023).
Occitanica est un portail en ligne dédié à la langue et la culture occitanes. D'accès gratuit, il comporte des ressources numériques pour apprendre et pratiquer la langue occitane, se documenter, découvrir la culture et le patrimoine de l'Occitanie. 
Le projet est développé par le Centre International de Recherche et de Documentation Occitanes (CIRDOC), un établissement public de coopération culturelle.

## Description
Occitanica est un portail collaboratif dont le but est de diffuser l'information, la culture, les œuvres, les savoirs occitans.
Le site offre un accès libre à plus de 6 000 fichiers et médias numériques. On peut consulter des livres et textes numérisés, de la musique, des enregistrements sonores, des images, des films, des articles, des mémoires et thèses, des expositions virtuelles, des contenus éducatifs, etc.
L'interface utilise deux langues : le français, et l'occitan y compris les documents en variétés historiques (idiomes et parlers gascons, languedociens, provençaux, limousins, auvergnats, noms reliés à ceux des anciennes provinces de France dans sa partie Sud).

## Historique d'Occitanica
- 2004 - La Région Languedoc-Roussillon lance la « Consulta », une première concertation apour mettre en place une politique de promotion et de transmission de la langue occitane au XXIe siècle. Le CIRDOC est choisi pour piloter le projet.
- 2006 - Le CIRDOC devient pôle associé de la Bibliothèque nationale de France pour la numérisation du patrimoine, les dispositifs et contenus de valorisation numérique, l'interopérabilité des données avec les grands portails et outils de recherche nationaux et internationaux.
- 2011 - Lancement d'Occitanica V.1
- 2015 - Démarrage du programme « Occitanica + », médiathèque numérique partenaire de Gallica (BnF) [2].

## Ressources d'Occitanica
Occitanica vous permet d'accéder en ligne à de nombreuses données :
- La Mediatèca (la médiathèque numérique occitane) :  textes, images, vidéos, son;
- La Fabrica, le portail de la création occitane actuelle.
- La Maleta, la mallette pédagogique numérique : ressources et outils éducatifs en ligne.
- Le répertoire du patrimoins culturel occitan (RPCO) :
- Vidas : dictionnaire biographique.